# Heurnia ventromaculata
Genre
Espèce
Statut de conservation UICN

 DD  : Données insuffisantes
Heurnia ventromaculata, unique représentant du genre Heurnia, est une espèce de serpents de la famille des Homalopsidae.

## Répartition
Cette espèce endémique de Nouvelle-Guinée occidentale en Indonésie.

## Publication originale
- Jong, 1926 : Heurnia ventromaculata n.g. n. sp. und Cantoria annulata n. sp., wei neue Schlangen von Neu-Guinea. Zoologische Anzeiger, vol. 67, p. 302-304.